# Yongle (köping i Kina, Guizhou)
Yongle (kinesiska: 永乐, 永乐镇) är en köping i Kina. Den ligger i provinsen Guizhou, i den sydvästra delen av landet, omkring 150 kilometer nordost om provinshuvudstaden Guiyang.